# V464 Андромеды
V464 Андромеды (лат. V464 Andromedae) — одиночная переменная звезда в созвездии Андромеды на расстоянии приблизительно 2987 световых лет (около 916 парсеков) от Солнца. Видимая звёздная величина звезды — от +10,6m до +9,9m.

## Характеристики
V464 Андромеды — красный гигант, пульсирующая полуправильная переменная звезда типа SRB (SRB) спектрального класса M3. Радиус — около 67,2 солнечных, светимость — около 485,358 солнечных. Эффективная температура — около 3305 K.